# 昆士兰网球中心
昆士兰网球中心（Queensland Tennis Center）此前被称为丁尼生网球中心（Tennyson Tennis Centre）而广泛被人得知，是位于澳大利亚昆士兰州布里斯班丁尼生的网球场。这座网球设施耗资8200万澳元，于2009年1月2日正式开放 ，这也是被拆毁的丁尼生发电站的旧址。
自2009年1月起，昆士兰网球中心成为WTA次顶级赛之一的“布里斯本國際賽”的主场。2020年起开始举办男子团体网球赛事ATP杯。 

## 建造
它是由国际知名的体育场设计机构HOK运动场馆活动和Mirvac集团内部建筑设计机构HPA Pty Ltd 设计的，并由Mirvac作为丁尼生河岸开发的一部分而建造的。
主球场的设计采用了PTFE玻璃纤维织物屋顶。这种拉伸膜结构允许散射光穿过体育场，从而减少了对人工照明的需求。轻巧的纤维还减少了所需的钢材数量，并节省了建筑成本。位于布里斯班的MakMax Australia公司在该场所提供并安装了该屋顶以及其他较小的室外建筑物。
它拥有23个国际网球联合会标准的網球場，包括中心球场和两个展示场，涵盖了所有比赛场地（硬地，土地和草地）。
以澳大利亚网球运动员帕特里克·拉夫特（Patrick Rafter）的名字命名的中央球场“帕特·拉夫特竞技场”可容纳5500人（额外的1500个临时座位可容纳7000人）。

## 戴维斯杯和联合会杯赛程
昆士兰州网球中心曾举办过多长戴维斯杯和联合会杯的比赛，2020年开始主办ATP杯的小组赛之一。
| 比赛     | 年     | 获胜组   | 落败组   | 得分 |
| -------- | ------ | -------- | -------- | ---- |
| 戴维斯杯 | 2010年 | 澳大利亚 | 日本     | 5–0  |
| 戴维斯杯 | 2017年 | 澳大利亚 | 美国     | 3–2  |
| 美联储杯 | 2014年 | 德国     | 澳大利亚 | 3–1  |
| 美联储杯 | 2016年 | 美国     | 澳大利亚 | 4–0  |